# Kardinal-Nagl-Platz (metropolitana di Vienna)
Kardinal-Nagl-Platz è una stazione della linea U3 della metropolitana di Vienna situata nel 3º distretto entrata in servizio il 6 aprile 1991.  

## Descrizione
La stazione si sviluppa in sotterranea sotto Hainburger Straße, tra Kardinal-Nagl-Platz e Keinergasse. Ai treni si accede tramite una piattaforma a isola centrale con uscite a entrambe le estremità dei marciapedi.

## Ingressi
- Keinergasse
- Kardinal-Nagl-Platz